# اولگا واسدکی
اولگا واسدکی (یونانی: Όλγα Βασδέκη؛ زادهٔ ۲۶ سپتامبر ۱۹۷۳) ورزشکار پرش سه‌گام اهل یونان بود.